# Boopis australis
Boopis australis är en calyceraväxtart som beskrevs av Joseph Decaisne. Boopis australis ingår i släktet Boopis och familjen calyceraväxter. Inga underarter finns listade i Catalogue of Life.